# Mikołaj Zastawnik
Mikołaj Zastawnik (ur. 2 września 1996) – polski futsalista, zawodnik z pola, reprezentant Polski, obecnie jest zawodnikiem występującego w ekstraklasie klubu Rekordu Bielsko-Biała.

## Kariera klubowa
Mikołaj Zastawnik swoją karierę rozpoczynał w Wiśle Krakbet Kraków. W 2012 roku zdobył Mistrzostwa Polski w kategoriach U-16 i U-18. W sezonie 2012/2013 został włączony do drużyny seniorów, z którą w roli rezerwowego zawodnika zdobył Mistrzostwo Polski. Przed kolejnym sezonem złamał kość udową z przemieszczeniem oraz chrząstkę pod kolanem i w całym sezonie wystąpił tylko w czterech meczach, w których strzelił dwie bramki. Zagrał także w Final Four Pucharu Polski, w którym jego drużyna okazała się najlepsza. W kolejnym sezonie z Wisłą zdobył Mistrzostwo i Puchar Polski. W Plebiscycie Futsal Ekstraklasy za sezon 2014/2015 wygrał kategorię "odkrycie sezonu" i zajął drugie miejsce w kategorii "najlepszy młodzieżowiec".
Zawodnik ten ma na swoim koncie występy w reprezentacjach Polski U-19 i U-21. W marcu 2015 roku od selekcjonera reprezentacji Polski Andrei Bucciola otrzymał powołanie na turniej eliminacyjny do Euro 2016. W kadrze zadebiutował w meczu przeciwko Białorusinom, podczas tego turnieju.